# Craig Owens
Craigery Michael « Craig » Owens (né en 1984 à Davison, Michigan) est un chanteur et musicien américain, membre des groupes Chiodos, The Sound Of Animals Fighting, Isles & Glaciers et Destroy Rebuild Until God Shows.

## Carrière

### Chiodos

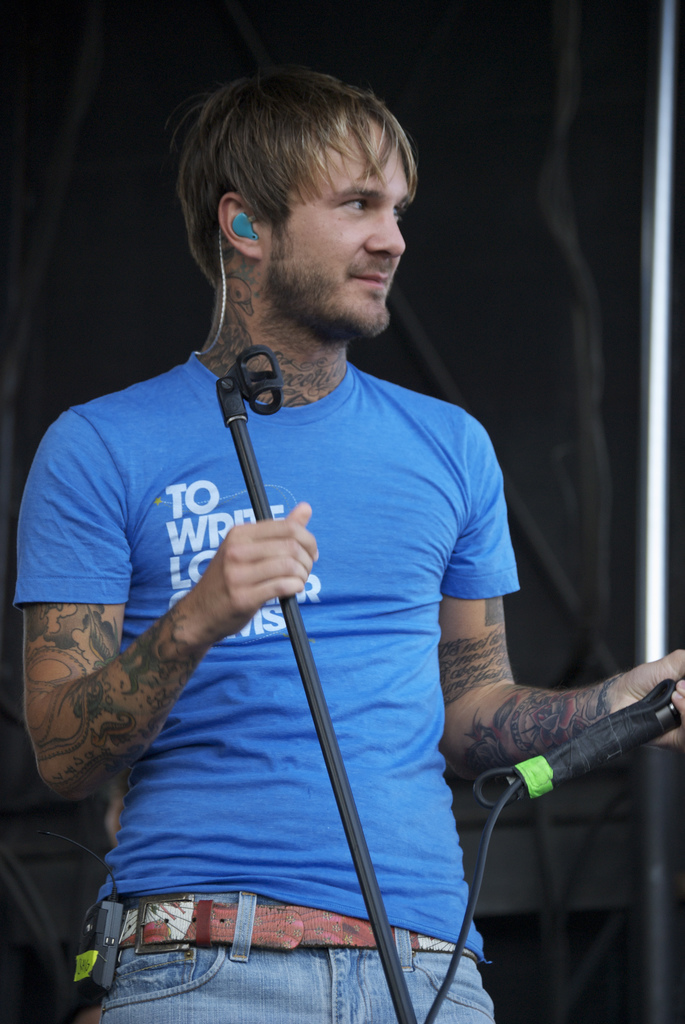
Owens en juillet 2009 au Vans Warped Tour avec Chiodos.

Alors qu'il est lycéen et scolarisé à Davison (Michigan), Owens se joint en 2001 à Bradley Bell, Pat McManaman, Jason Hale, Matt Goddard et Derrick Frost pour former un groupe musical,. À l'origine nommé « Chiodos Bros. » en hommage aux Chiodo Brothers, le groupe enregistre sa première démo en 2002. Après quelques années de tournées nationales et d'enregistrements indépendants, le groupe passe un contrat avec le label discographique Equal Vision Records en 2004 et, sous le nom de Chiodos, commercialise son tout premier album complet, All's Well That Ends Well en 2005. Le groupe continue dans ses tournées et enregistrements.
Tandis que Chiodos et Cinematic Sunrise (voir ici) continuaient leurs tournées, Owens lutte contre plusieurs problèmes personnels. Le 24 juillet 2008, quatre jours après avoir été pris d'une overdose de xanax chez lui au Michigan, il révèle sur son blog Myspace avoir souffert de bipolarité et de troubles anxieux pendant des années. Même après sa séparation avec son premier groupe, Owens prend toujours autant plaisir à travailler en compagnie des membres. Le 26 avril 2012, Owens annonce son retour à Chiodos. En conséquence de quoi, le 27 avril, les membres restants de D.R.U.G.S. révèlent leur intention de se séparer. Le premier live de Chiodos après leur réunification prend place le 9 août 2012 lors d'une soirée à guichet fermé de Flint Local 432 à Michigan. Depuis cette date, les membres prévoient un nouvel album, sur lequel ils avaient travaillé lors de la séparation.

### Cinematic Sunrise
Alors qu'ils travaillaient avec Chiodos, Owens et Bell forme un deuxième projet nommé Cinematic Sunrise dans le but de composer une musique autre que du style propre à Chiodos. Lorsque le groupe signe avec Equal Vision, en mars 2008, sa line-up se composait de Owens, Bell, Bryan Beeler, Marcus Vankirk et Dave Shapiro. Cinematic Sunrise commercialise un EP plus tard ce printemps, A Coloring Storybook and Long Playing Record.

### Isles & Glaciers
En septembre 2008, Owens revèle aux fans de son journal qu'il travaillait notamment avec Jonny Craig de Emarosa/Dance Gavin Dance, Vic Fuentes de Pierce the Veil et Nick Martin de Cinematic Sunrise. Lorsque le super-groupe Isles & Glaciers est officiellement annoncé en décembre, il impliquait également son compagnon de groupe Matt Goddard, le frère de Fuentes et compagnon de groupe Mike Fuentes, et Brian Southall du groupe TREOS.
Le super-groupe joue leur toutes premières chansons lors d'une entrevue radiophonique le 18 janvier 2009. L'EP du groupe, The Hearts of Lonely People, est commercialisé le 9 mars 2010.

### Destroy Rebuild Until God Shows
Le 15 septembre 2009, Owens commercialise un EP solo intitulé Με την αγάπη (With Love) au label Equal Vision Records.